# Urban Dogs
Urban Dogs är ett brittiskt punkband, en så kallad supergrupp, som var aktiv under mitten av 1980-talet. Gruppen gjorde comeback i slutet av 1990-talet.

## Historia

### 1980-talet
Urban Dogs startades år 1982 av UK Subs-sångaren Charlie Harper, som ville spela på klubben 100 Club, men inte fick sitt eget band att uppträda där så ofta han ville. Den första uppställningen bestod av Harper, UK Subs basist Alvin Gibbs, gitarristen Knox (Ian Carnochan) från Vibrators och trummisen Matthew Best. De spelade på 100 Club så ofta att de praktiskt taget blev klubbens husband. Under managern Richard Bishops ledning spelade de in skivan Urban Dogs år 1983, en skiva som steg relativt högt på indie-listan i Storbritannien. Skivan innehöll en del egna låtar och några covers på bland annat UK Subs, Vibrators, Iggy Pops och New York Dolls låtar. Efter skivan turnerade bandet i England. 
1985 bandade Urban Dogs in sitt andra album, No Pedigree, med hits som "Wanna World" och "The Word" och covers av till exempel T.Rex "Children of the Revolution". Där det första albumet hade varit en ren punkattack, hade No Pedigree mer intrikata arrangemang med inhyrda kvinnliga sångerskor och Anthony Whistlewaite från Waterboys på saxofon. Bandets sista spelning på 100 Club blev något av en katastrof. Bandet började med fotomodellen Matt Belgrano på trummor, vilket visade sig vara dödfött. Max Splodge tog över, men var så full att han kollapsade efter ett par sånger, så Wattie från Exploited spelade den sista delen av showen. Trots den knasiga konserten var nu Urban Dogs på höjden av sin storhet och närmade sig ett internationellt genombrott. Men i det här skedet hade Best hoppat av för att spela med Psychic TV och Alvin Gibbs hade redan avtalat att sluta sig till Iggy Pops band.

### Comebacken
Efter 12 år av olika musikaliska projekt och band (UK Subs och Vibrators har varit aktiva mer eller mindre non-stop till dags dato) återförenades originalmedlemmarna i Urban Dogs år 1998 för att spela in ett tredje album, Wipeout Beach, med nästan enbart nytt material. 
Urban Dogs medlemmar spelade tillsammans i olika uppställningar under 1990- och 2000-talet och har också uppträtt som Urban Dogs sporadiskt. Den senaste nyheten är att Wipeout Beach (som såldes slut) kommer att släppas på nytt i år (2007) på ett polskt skivbolag.

## Medlemmar
- Charlie Harper – sång, munspel
- Knox – gitarr
- Alvin Gibbs – basgitarr
- Matthew Best – trummor

## Diskografi
Studioalbum
- Urban Dogs (1983)
- No Pedigree (1985)
- Wipeout Beach (1998)
- Bonefield (2012)
- Attack (2016)

EP
- New Barbarians (1982)

Singlar
- "Limo Life" (1983)
- "(We Don't Want No) Millenium Dome" (1999)
- "Rebellion Song" (2014)
- "Trick Or Treat" (2016)